# Жак Грюбер
Жак Грюбер (фр. Jacques Grüber 25 січня 1870, Сюндуз, Франція  — 15 грудня, 1936, Париж) — французький художник, викладач, дизайнер, майстер вітражів і робіт по склу, представник стилю модерн (сецесія).

## Життєпис, ранні роки
Походить з Ельзасу. Народився у місті Сюндуз. По закінченні школи первісну художню освіту здобув у місті Нансі у Школі красних мистецтв. Стажуватися відбув у Париж (отримав стипендію від муніципалітета Нансі), де навчався у майстерні Густава Моро (1826—1898).

## Повернення у Нансі
Повернувся у Нансі, де отримав посаду викладача у Школі красних мистецтв.
Водночас працював дизайнером і створював обкладинки книжок для місцевого видавництва Рене Вінера, проекти меблів для майстерні Луї Мажореля, проекти скляних ваз для скляної фабрики братів Дом.

## Власна майстерня і вітражі
У двадцять сім років (1897 року) він спромігся відкрити власну майстерню, де зосередився на створенні вітражів і дизайнерських проектів для виробів зі скла. У місті Нансі збережено чимало його творів, серед котрих вітражі у Торгово-промиловій палаті, у приватній віллі Мажорель, на віллі Бержере.

## Переїзд на працю у Париж
1914 року він прибув на працю у Париж, де також відкрив власну майстерню. Серед відомих творів цього періоду — вітражі в універмагу «Галерея Лафаєт», а також люстри і бра для океанського лайнера «Іль де Франс». В Парижі і працював до власної смерті у 1936 році.

## Власна родина
Мав двох синів.
- Старший, Жан-Жак Грюбер, став художником по склу як батько.
- Молодший, Франсуа Грюбер, був художником.

## Вітражі роботи Грюбера

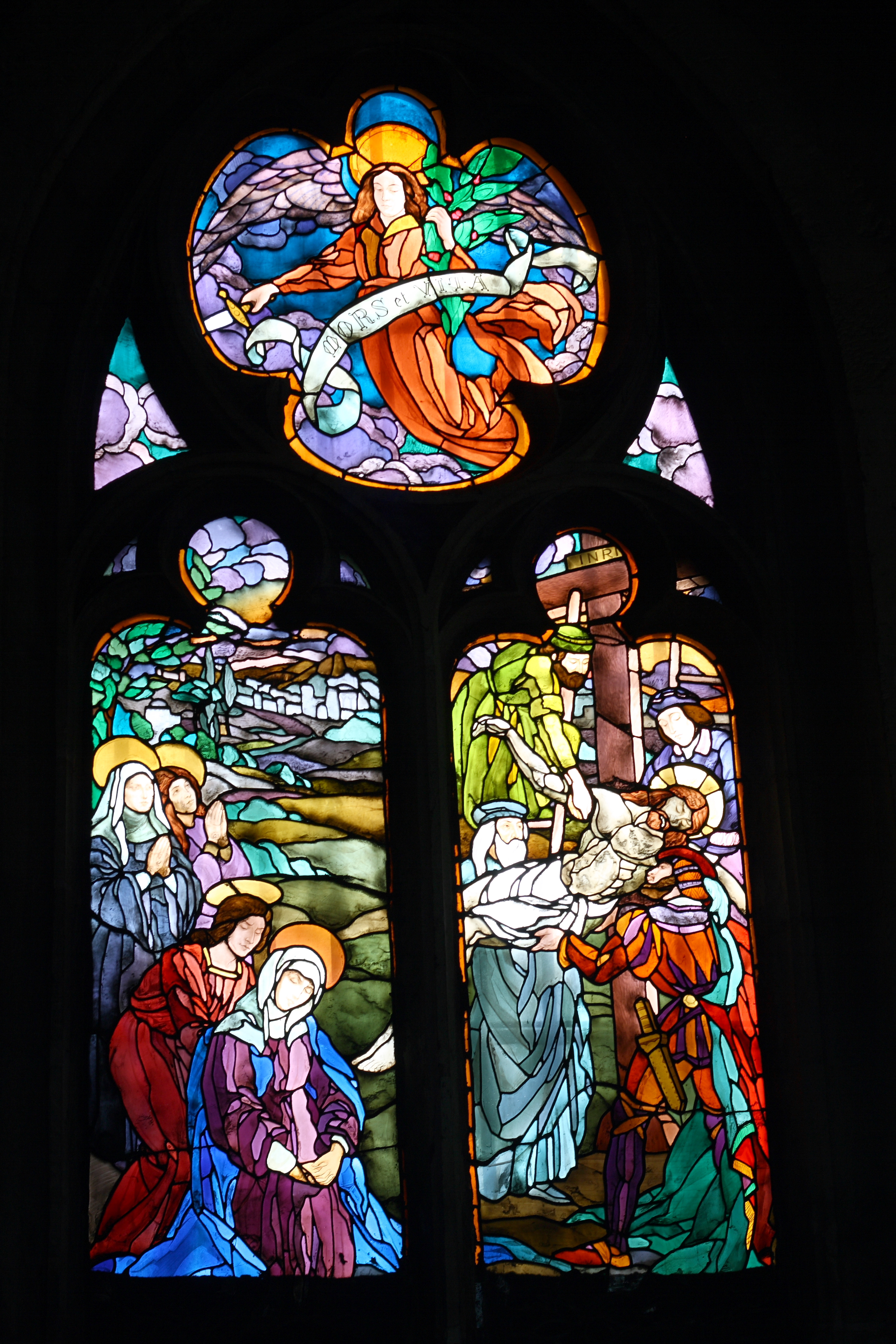
Для церкви Сан-Сатурнен, 1922 р.

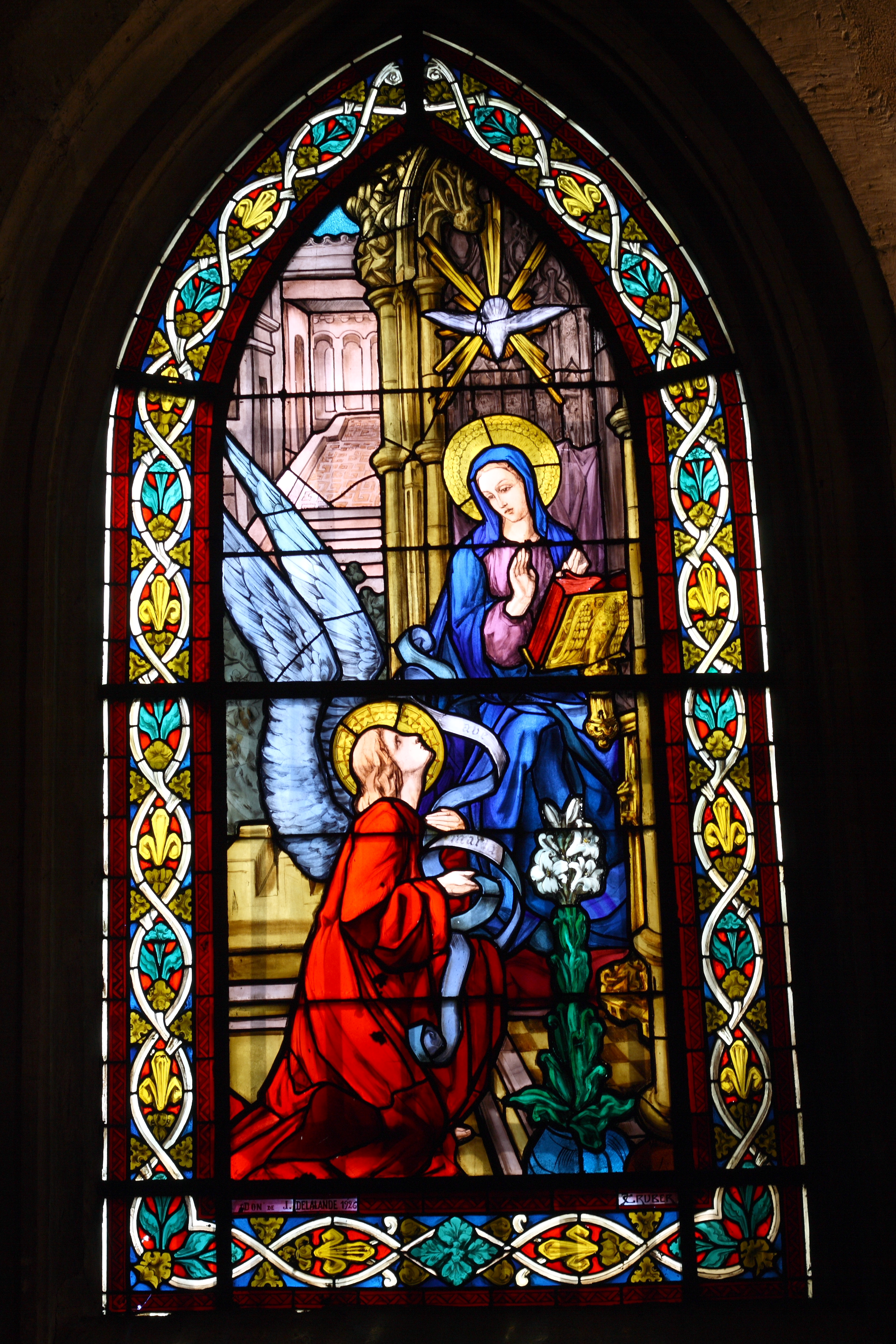
Вітраж «Благовіщення», для церкви Сан_Сатурнен
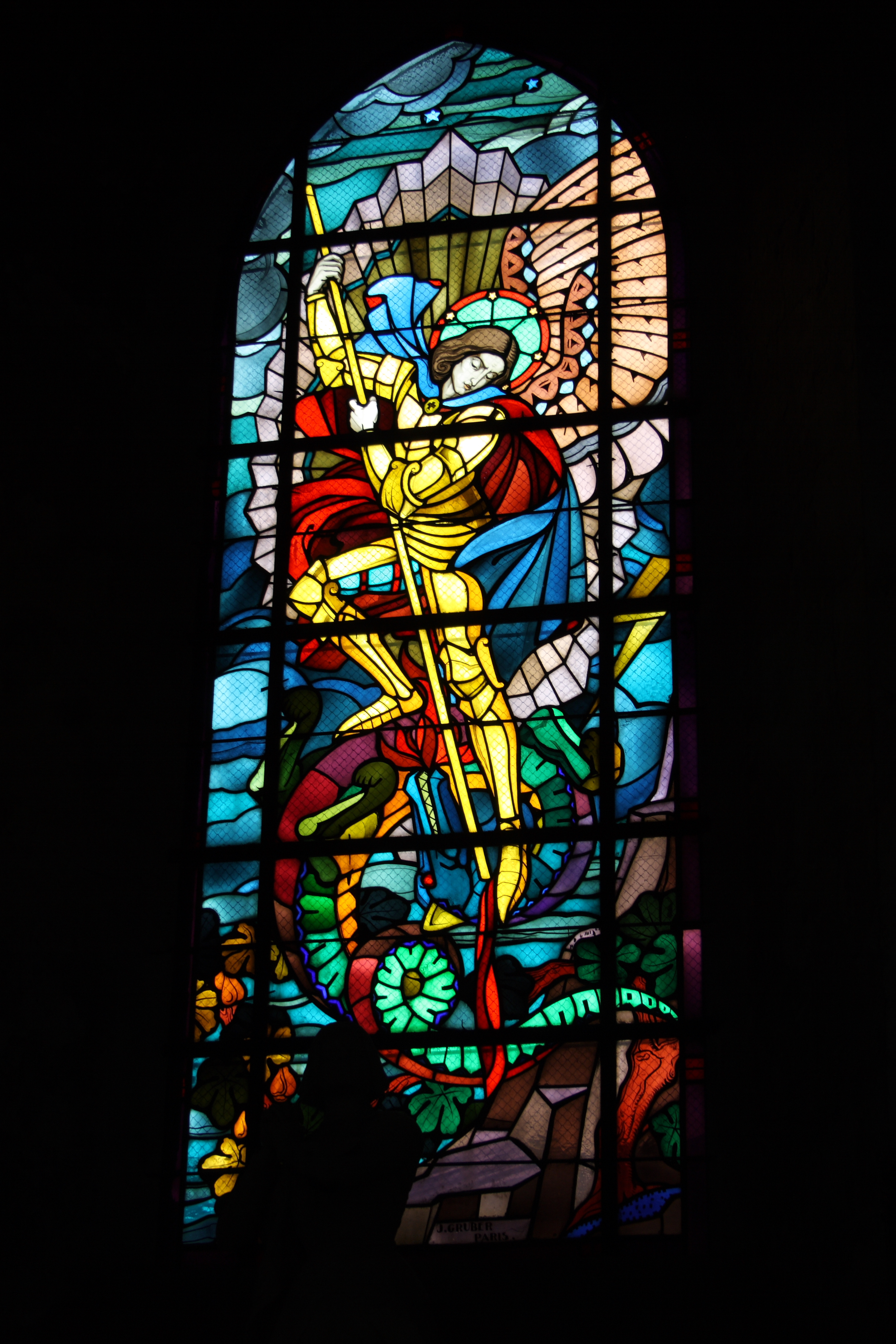
«Георгій Змієборець» для церкви Сан Етьєн
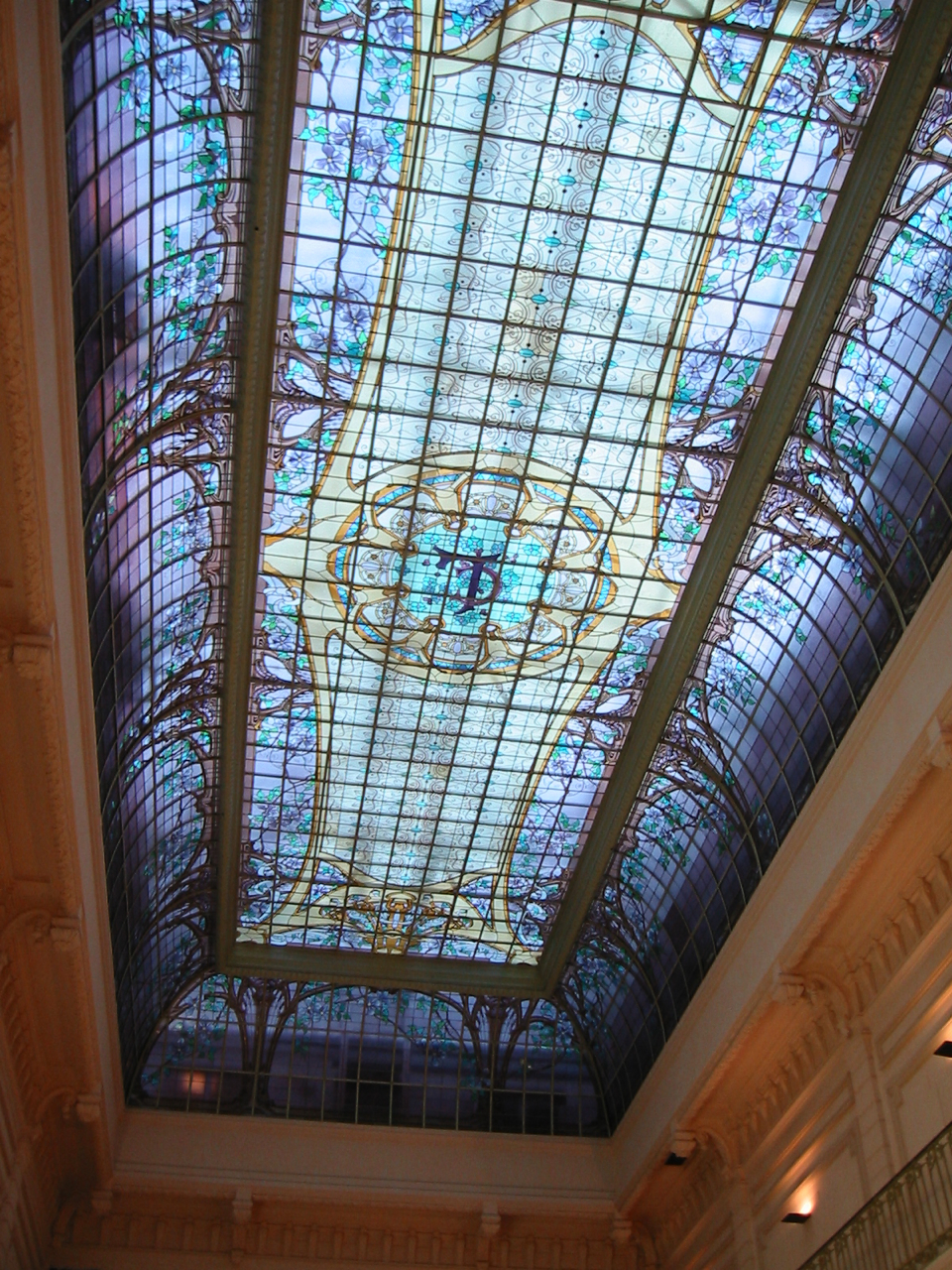
Скляний дах у банку, Нансі.
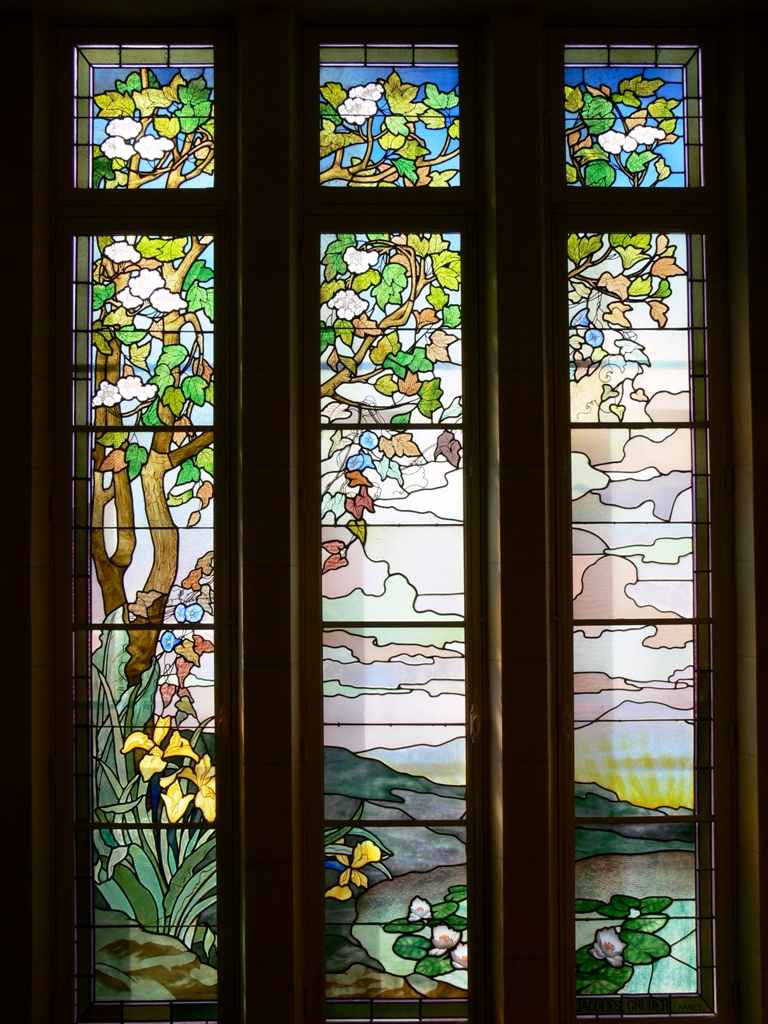
Рослинний вітраж у вестибюлі багатого будинку.
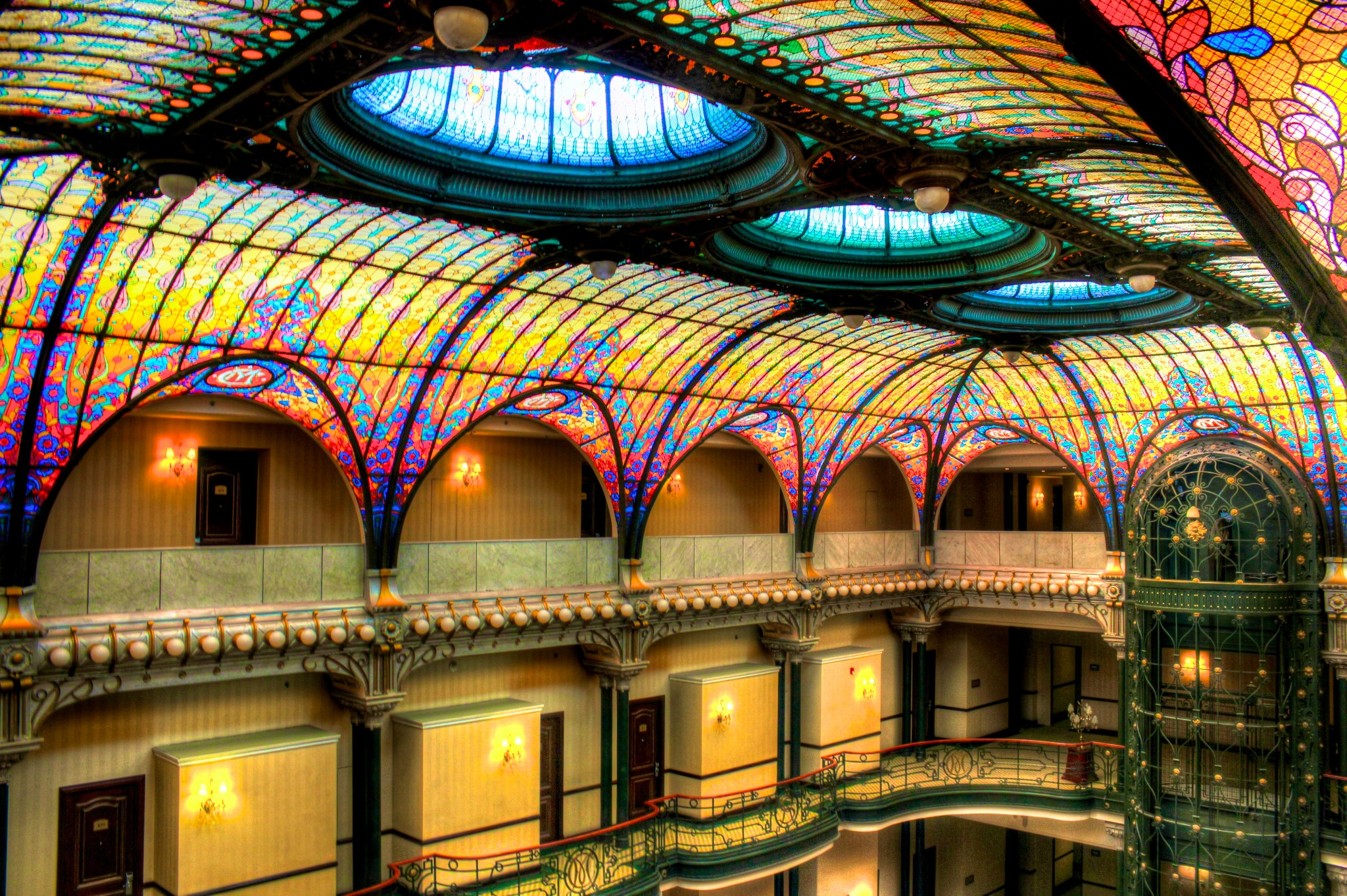
Mexico
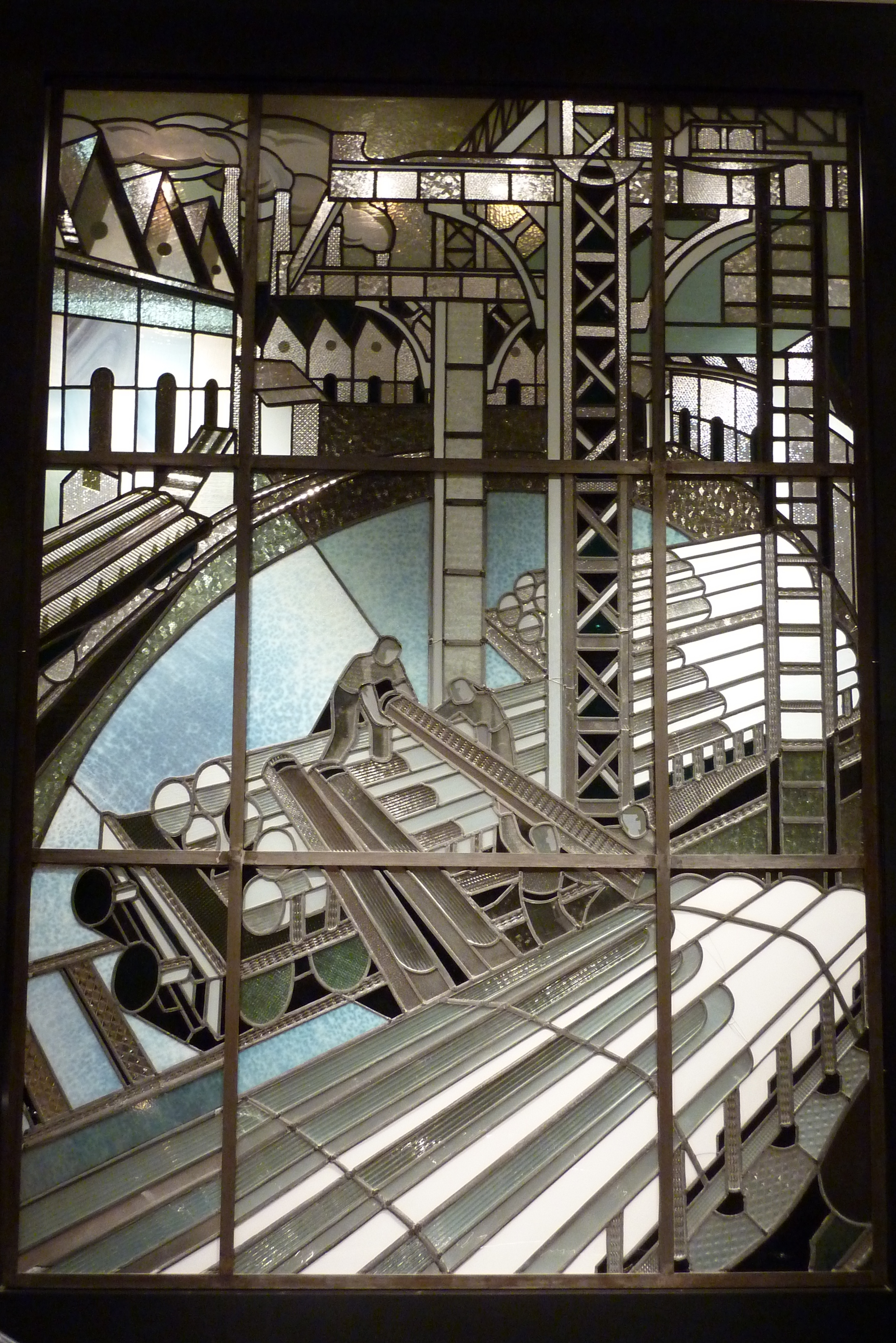
Paris
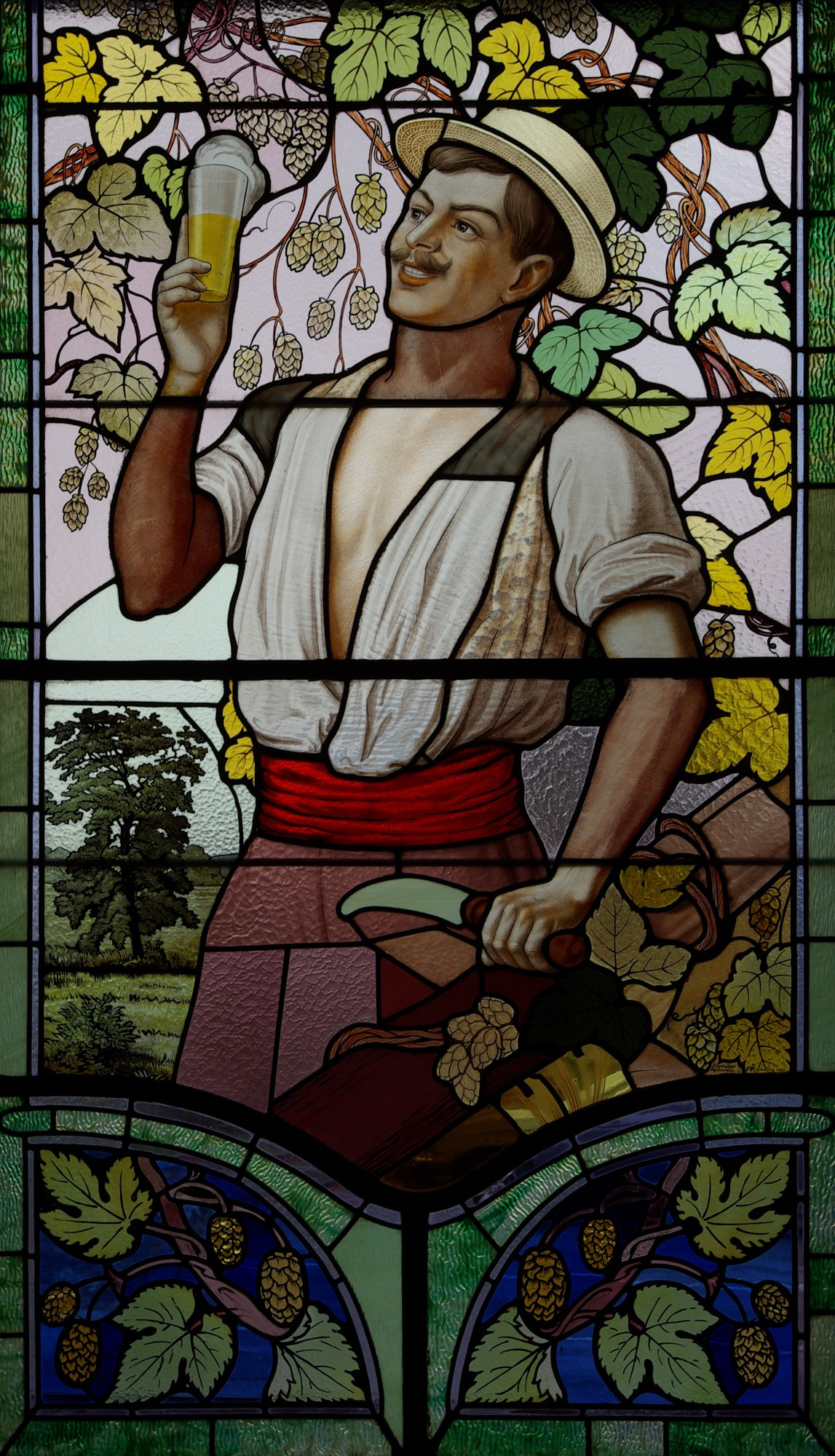
Saint-Nicolas de Port, France

## Галерея обраних фото

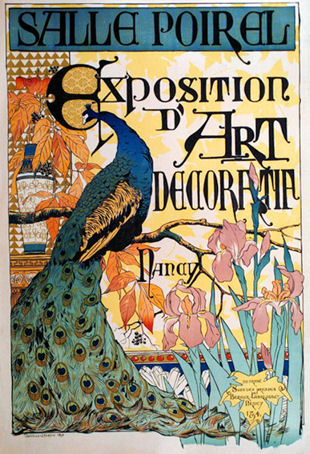
Афіша «Виставка декоративного мистецтва у Нансі», 1894 рік.

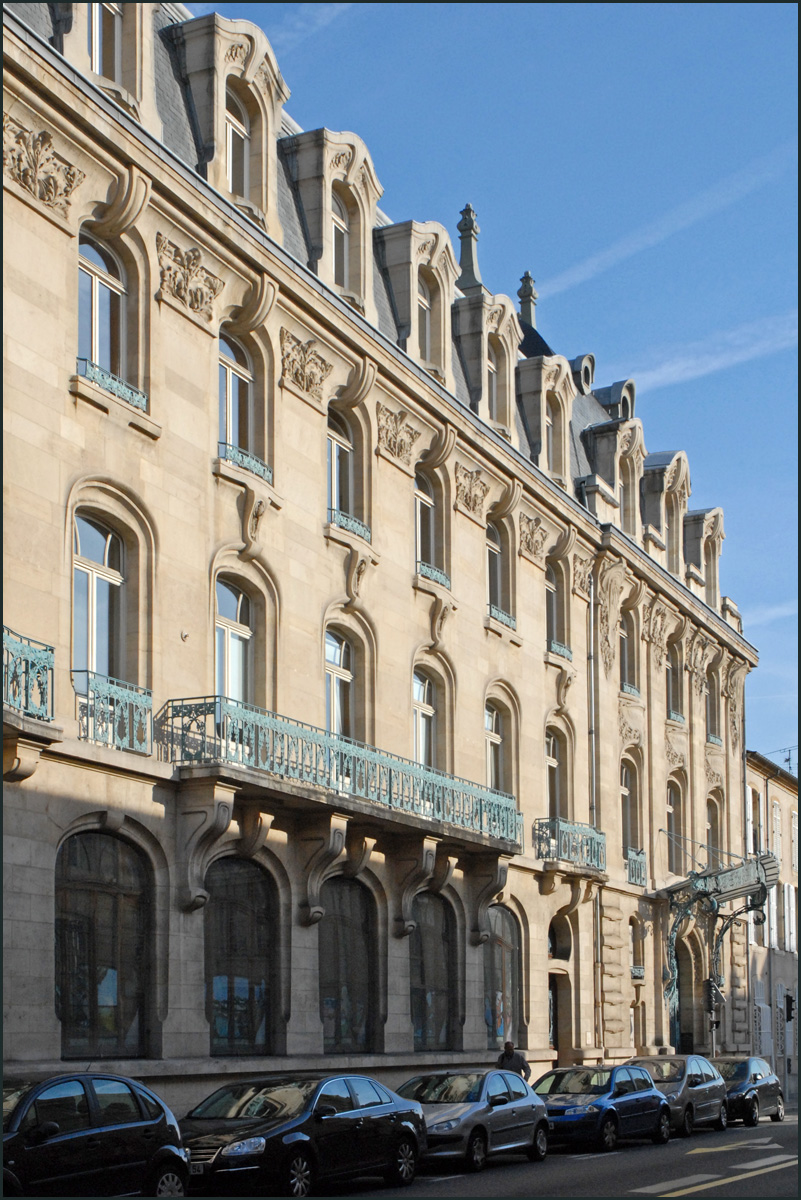
Торговельно-індустріальна палата у Нансі, 1909 р.
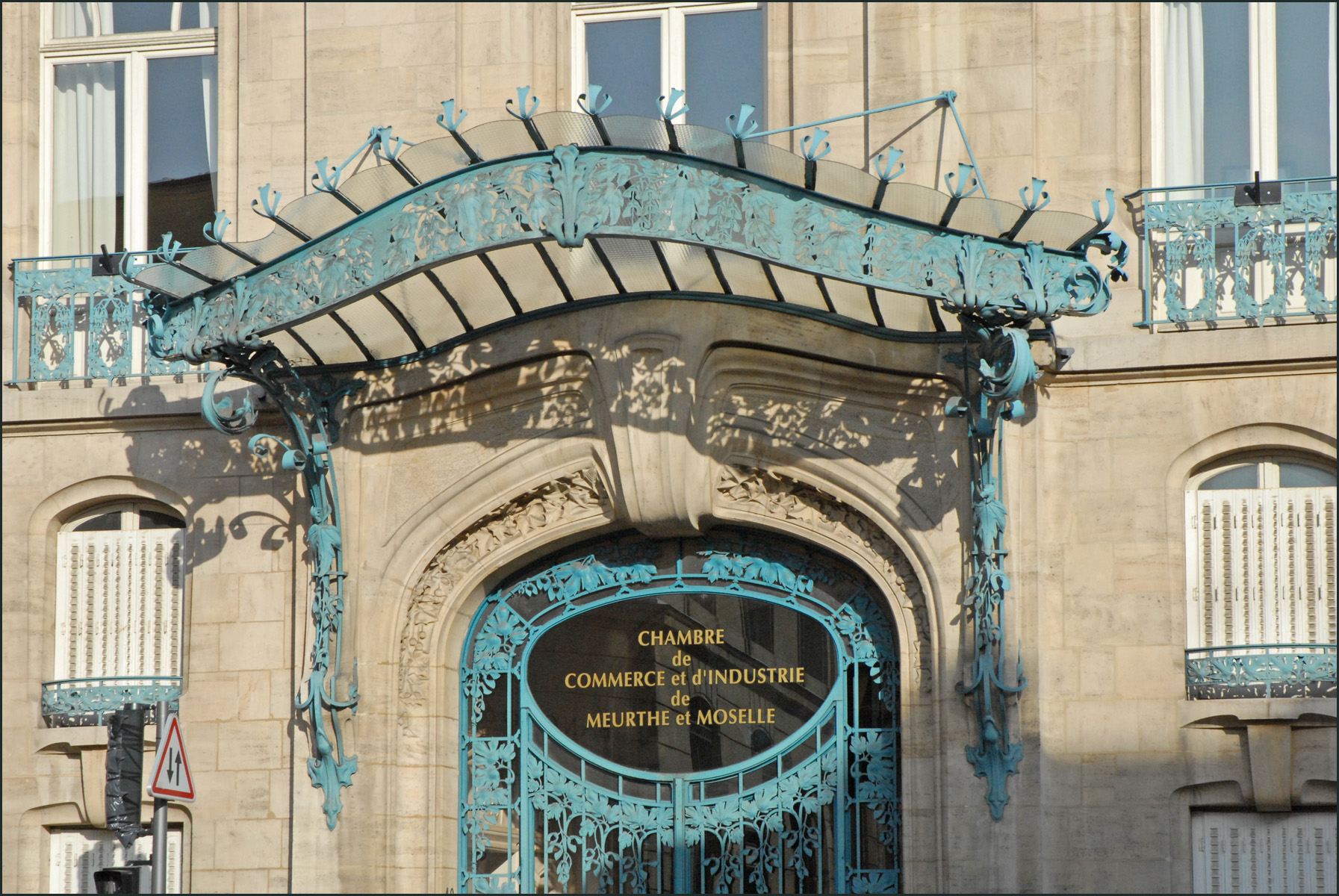
Парадний портал палати.
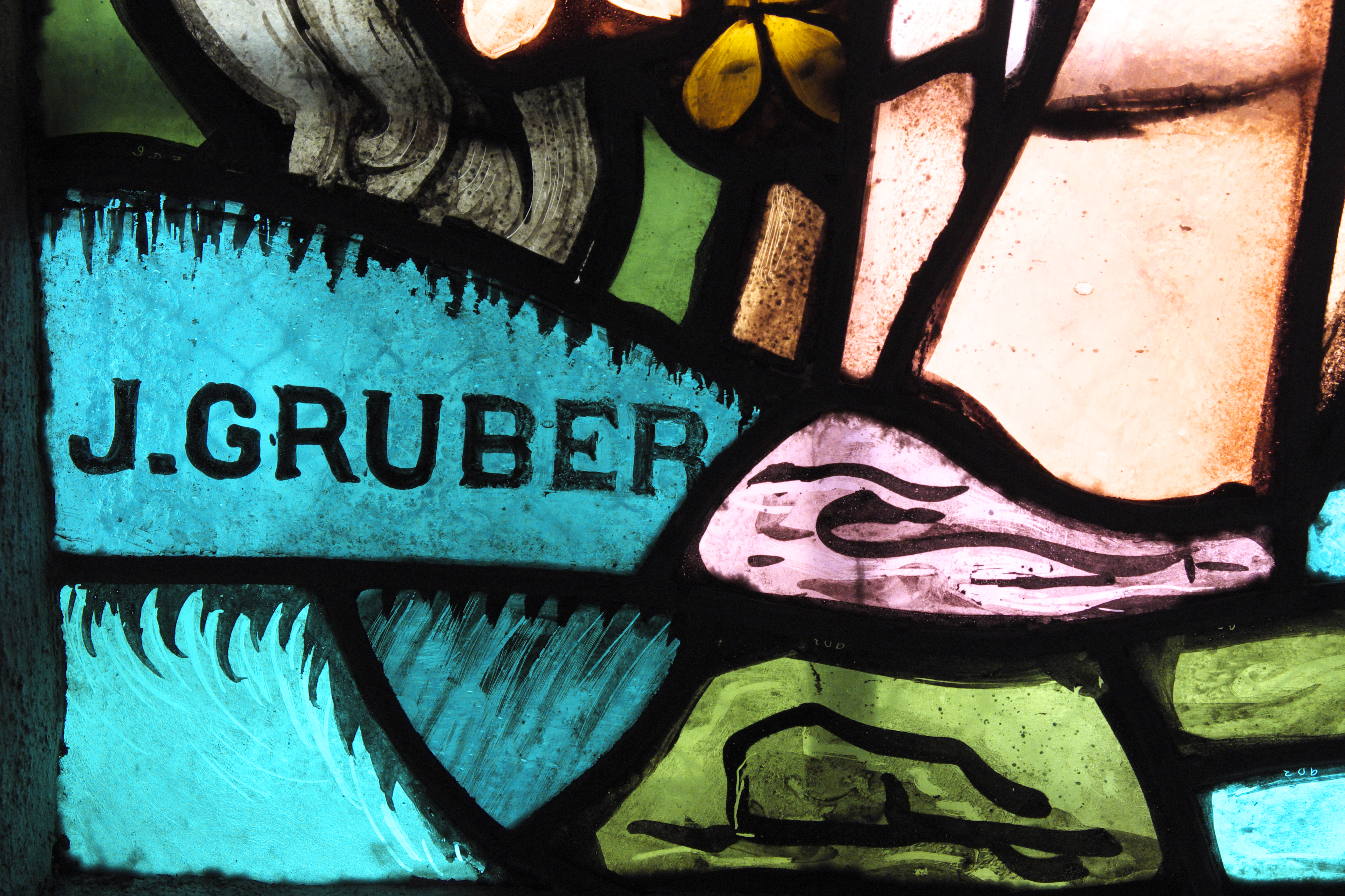
Підпис майстра на готовому вітражі
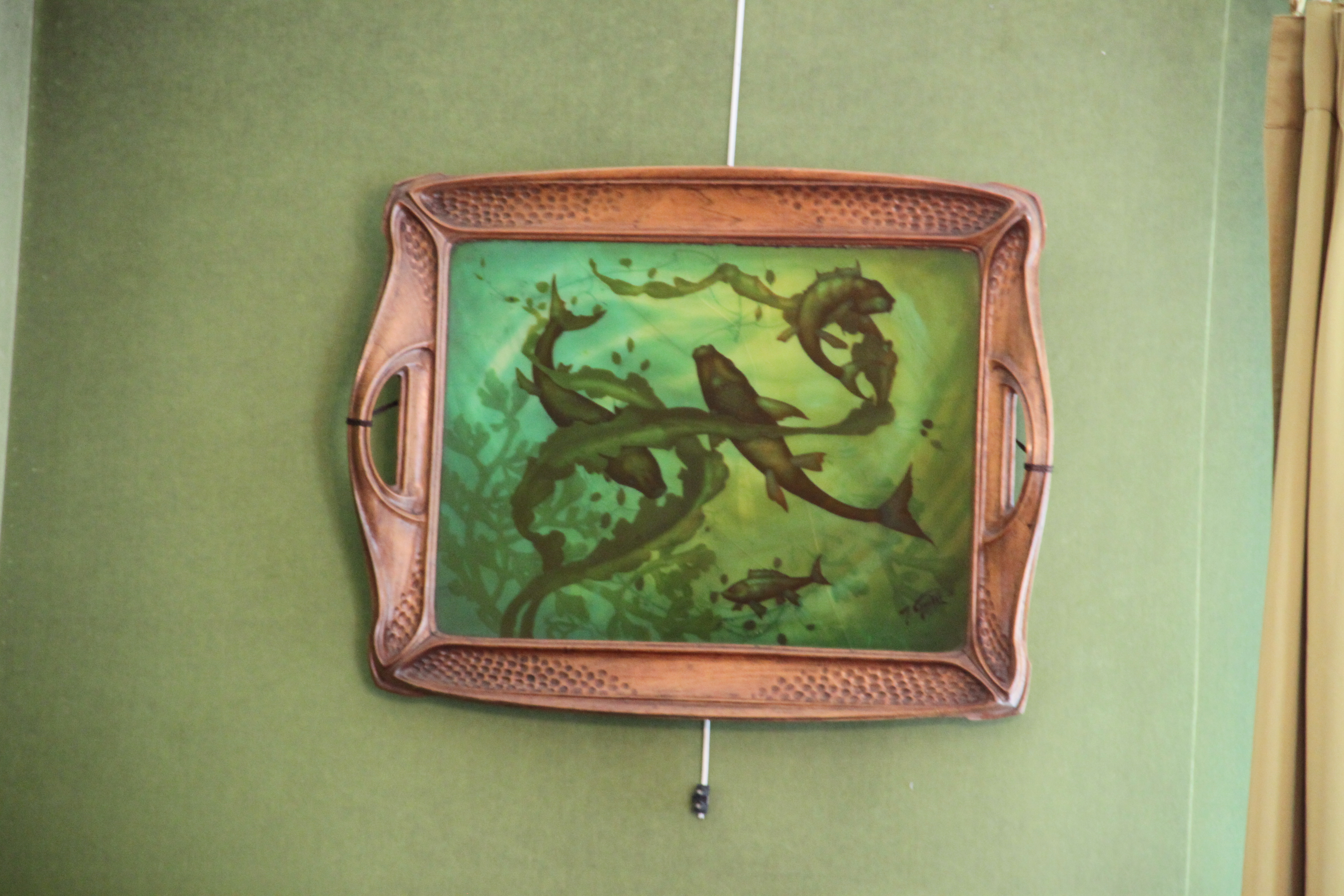
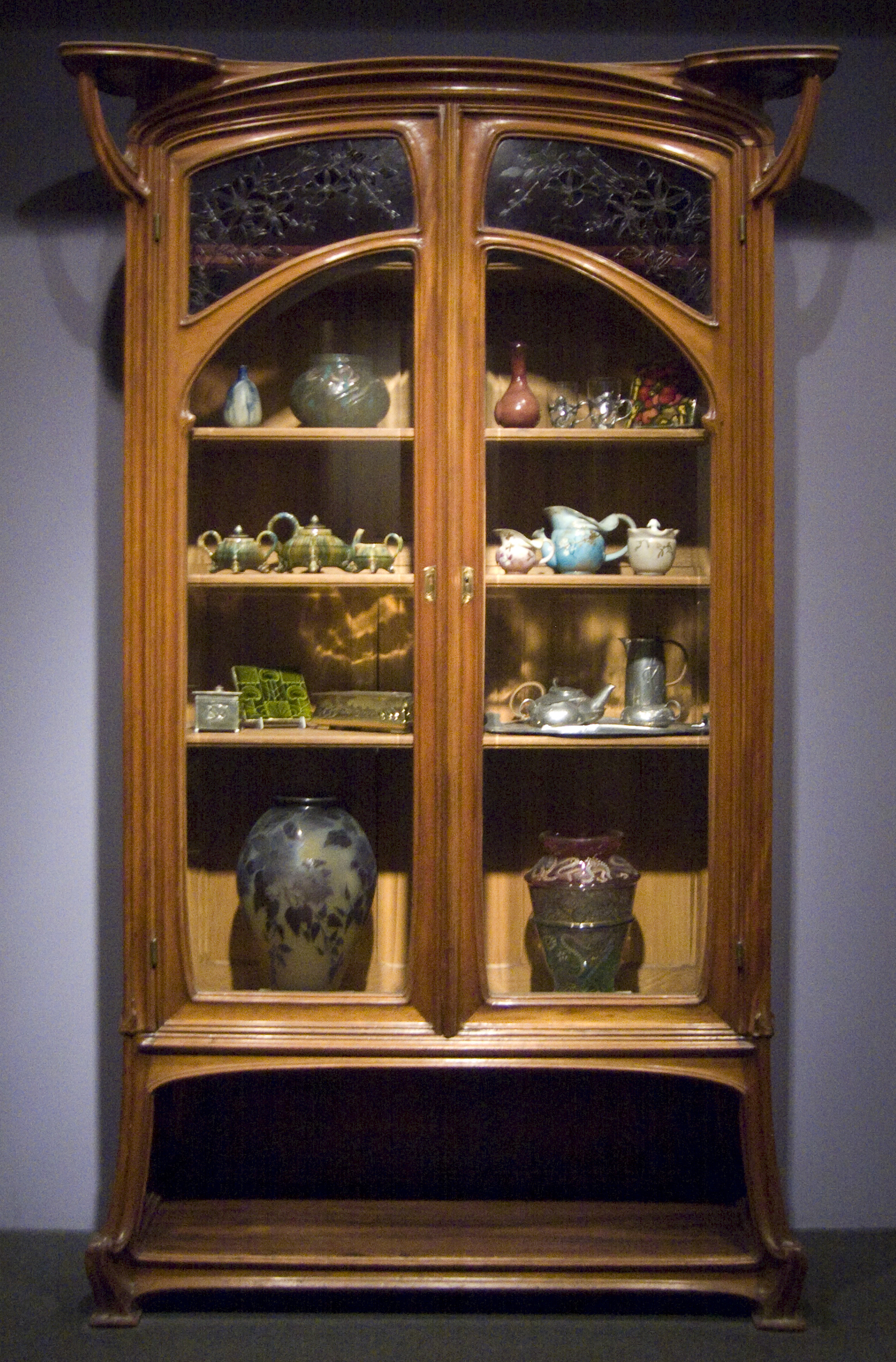